# Salzburg – Im Schatten der Felsen
Salzburg – Im Schatten der Felsen ist eine 2006 in Koproduktion mit dem ORF entstandene Dokumentation von Georg Riha über die Stadt Salzburg.

## Inhalt
Der Film beginnt mit einer Kamerafahrt von der Festung Hohensalzburg bis hinunter auf die Bühne des „Jedermann“ am Salzburger Domplatz als Ausgangspunkt einer filmischen „Stadtführung“.
In jeweils kurzen Sequenzen werden im großen thematischen Rahmen der Jahreszeiten die verschiedenen Seiten der Stadt Salzburg, in historischer, geografischer, kunstgeschichtlicher und architektonischer Hinsicht gezeigt. Der Sprecher – in der deutschsprachigen Fassung Peter Simonischek – erläutert die Bilder und führt erzählend von einer Sehenswürdigkeit zur nächsten. Das Thema „Stein“, das die Stadt bestimmt, zieht sich dabei wie ein roter Faden durch den Film, so finden u. a. zum Beispiel die Festung am Berg, die Katakomben aus dem 3. Jahrhundert n. Chr., der Untersberger Marmor (ein Kalkstein), die Felsenreitschule oder der spezielle Beruf der „Bergputzer“ besondere Erwähnung.

## Kameratechnik
Von Georg Riha wurden für diese Dokumentation eine Vielzahl an speziellen Kameratechniken verwendet.
Als Verbindungselemente des Filmes fungieren Georg Rihas Flugaufnahmen.
Dank eines kreiselstabilisierten Kamerakopfes, der an einem Helikopter befestigt ist, wird die Kamera vor Vibrationen geschützt, bzw. werden diese ausgeglichen. Daher sind die Aufnahmen nahezu erschütterungsfrei und vermitteln das Gefühl von schwerelosem Gleiten.
Durch den Einsatz von Zeitrafferkameras wurde es ermöglicht, langsam ablaufende Ereignisse, wie zum Beispiel den Jahreszeitenwandel, zu veranschaulichen.
Durch die Verwendung einer CAMCAT-Seilkamera wurde es möglich, Salzburg und dessen Sehenswürdigkeiten aus ungewöhnlichen Blickwinkeln zu zeigen. Beispiel hierfür ist der Beginn des Filmes, die den Zuseher in einer durchgängigen Kamerafahrt (One Shot) vom „Jedermannruf“ auf der Festung Hohensalzburg bis hinunter zur Jedermannvorstellung am Domplatz führt.

## Erstausstrahlung
Freitag, 2. Juni 2006, 20:15 Uhr, ORF 2

## Auszeichnungen
- Bronze World Medal bei den New York Festivals 2007 – 49th Annual International Film Video awards competition
- Silver Artist beim HD Festival for Digital Film 2006 in München